# Rothenburg/Oberlausitz
Rothenburg/Oberlausitz, viết tắt là Rothenburg/O.L., là một đô thị huyện Görlitz, trong bang tự do Sachsen, nước Đức. Đô thị Rothenburg, Oberlausitz có diện tích 72,28 km², dân số thời điểm ngày 31 tháng 12 năm 2006 là 5653 người. 